# Seinsheimové
Seinsheimové (též Saunsheimové) jsou původem bavorský šlechtický rod, jeden z nejstarších rodů ve Frankách. Jejich rodové sídlo je Seinsheim východně od Ochsenfurtu. Známější větví Seinsheimů je pozdější český knížecí rod Schwarzenbergů.

## Historie rodu
V roce 1147 byl v Seinsheimu poprvé zmíněn Eispertus de Souvensheim z lenní rodiny würzburgských knížat-biskupů. Rod Seinsheimských za svého předka považuje alemanského šlechtice Erkingera, popraveného v roce 917, a dále jeho syna Konráda. Jméno Erking se proto stalo rodovou přezdívkou.
Již ve 13.–14. století se rod rozdělil na tři větve, ty měly svá sídla
1. v Hohenkottenheimu (vymřela v roce 1591 s Jiřím Ludvíkem ze Seinsheimu)
2. ve Wässerndorf a Erlach (vyhasla roku 1555)
3. Stephansberg Již v roce 1243 se hrad Stephansberg objevuje jako majetek Apollonia staršího ze Seinsheimu. Jeho syn Hildebrand († 1386) je považován za prapředka rodu Schwarzenbergů, neboť po něm a jeho bratrovi se hlavní linie rozdělila na starší Stephansbergskou a mladší Seinsheimskou.

### Knížata ze Schwarzenbergu

Erb knížat ze Schwarzenbergu

Hildebrandův vnuk ze starší stephansbergské linie, Erkinger I. ze Seinsheimu, získal v roce 1405 franské panství Schwarzenberg s hradem a roku 1435 hrad Hohenlandsberg a začal se psát svobodný pán ze Schwarzenbergu. Po vymření rodové linie Seinsheim-Wässerndorf přestavěl v roce 1555 hrabě Bedřich ze Schwarzenbergu wässerndorfský zámek.
V roce 1599 byli Schwarzenbergové (Adolf ze Schwarzenbergu) povýšeni do říšského hraběcího stavu a v roce 1670 na říšská knížata (Jan Adolf ze Schwarzenbergu). Seinsheim se stal hlavním sídlem schwarzenberského panství, které se roku 1500 stalo součástí Franské říše a v roce 1806 připadlo Bavorskému království. Schwarzenbergové byli v 18. století zdaleka největšími držiteli půdy ve Frankách a také jedněmi z největších statkářů v Čechách.

### Hrabata ze Seinsheimu
Mladší neboli seinsheimská linie od první poloviny 14. století se přikláněla k bavorskému dvoru. Ve sporu se svými schwarzenberskými příbuznými prohlásili v letech 1655/62, že se vzdávají všech rodových statků ve Frankách.

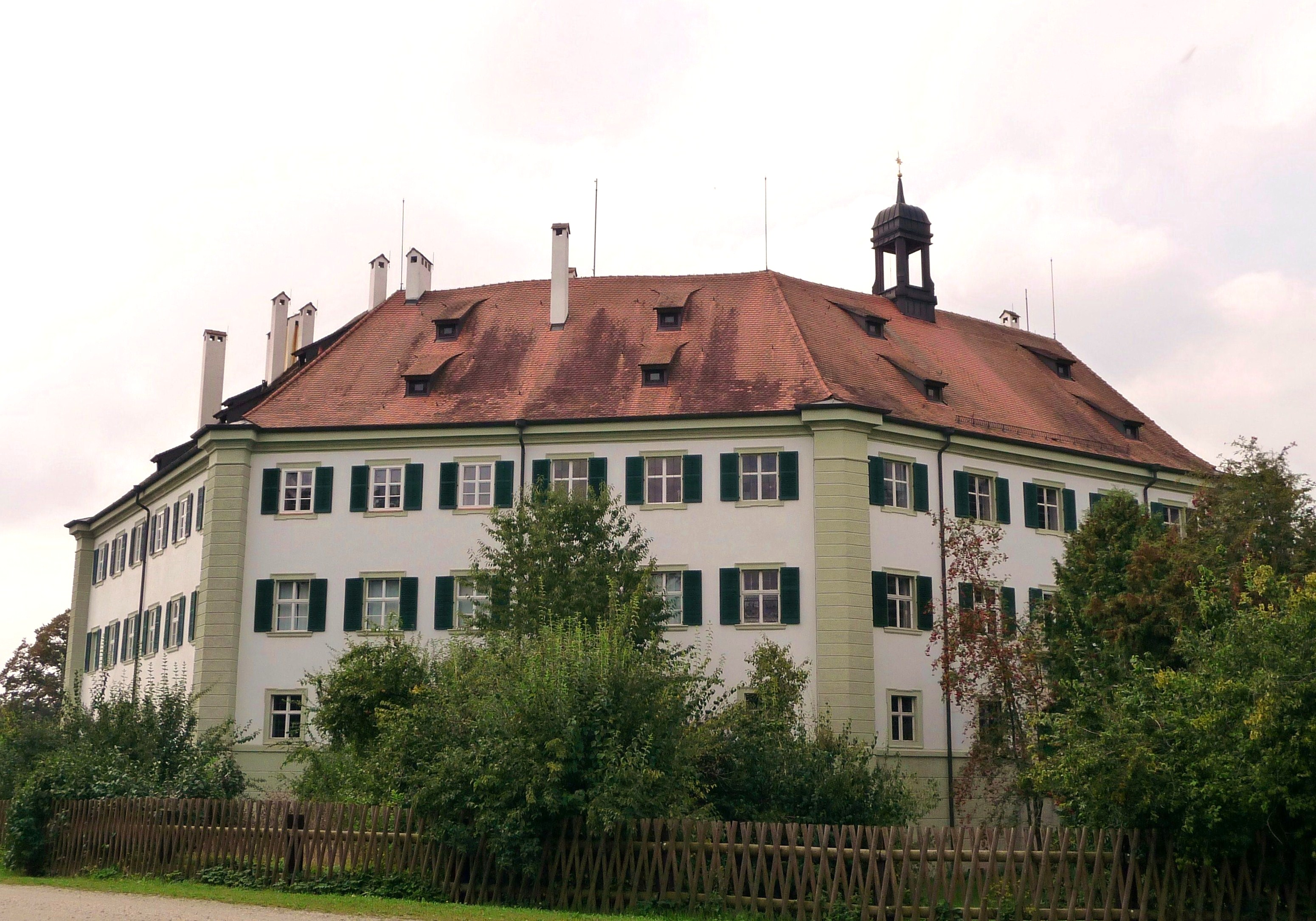
Zámek Sünching

Od té doby byl hlavním sídlem katolického rodu zámek Sünching u Řezna, který již v roce 1572 získal Jiří Ludvík.
Od roku 1678 existovaly dvě linie Sünchinská a Wenská, která zanikla v roce 1834. Dva členové rodu byli povýšení do stavu říšského hraběte – v roce 1705 Maxmilián František ze Seinsheimu-Sünchingu († 1737) a v roce 1711 Maxmilián Eberhard ze Seinsheimu-Wengu († 1737), což však nemělo na postavení rodu zásadní vliv.
V 18. století patřili Seinsheimové mezi sedm nejvlivnějších rodů v Bavorsku. V roce 1758 nechal Josef František hrabě ze Seinsheimu-Sünchingu postavit dnešní zámek s vodním příkopem v Sünchingu. Autorem návrhu byl tehdejší mnichovský dvorní architekt François de Cuvilliés starší. V roce 1764 získala hrabata ze Seinsheimu také zámek Schönach.
V témže roce byl v mnichovském okrese Kreuzviertel postaven Seinsheimský palác, který sloužil jako rezidence bavorského ministra, hraběte Josefa Františka Marii ze Seinsheimu, prezidenta Akademie věd, která zde pořádala své akce. V roce 1780 zde hostoval i Wolfgang Amadeus Mozart.
V 19. století byl svěřenský fond Sünchingů spojen s dědičným křeslem v bavorské říšské radě. Rodina hrabat Seinsheimů-Sünchingu vymřela v mužské linii v roce 1917 osobou hraběte Maxmiliána Karla Floriána ze Seinsheimu.
Po smrti poslední ženské členky rodu, hraběnky ze Seinsheimu v roce 1958 přešel zámek do vlastnictví jejího vnuka barona z Hoenningu O'Carroll a od té doby ho obývá jeho rodina. S výjimkou zvláštních akcí zámek není veřejně přístupný.

## Erb
Rodový erb znázorňuje štít rozdělený střídavě (pěti až sedmi) stříbrnými a modrými pruhy. Na štítu je přilba s modrostříbrnými přikryvadly a trup vousatého muže v červeném kabátci se stříbrným límcem a stříbrně zakončeným špičatým kloboukem, zdobeným třemi pavími pery.

## Významní představitelé rodu

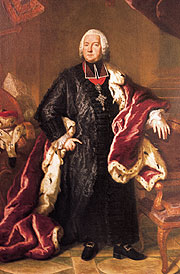
Adam Bedřich ze Seinsheimu (1708-1779), kníže-biskup würzburský a bamberský

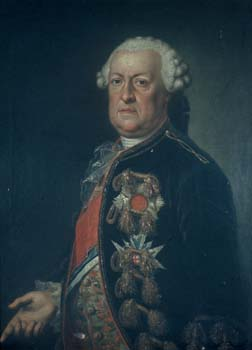
Josef František Maria ze Seinsheimu, bavorský vyslanec, ministr války (1707-1787)

- Adam Bedřich ze Seinsheimu (1708-1779), kníže-biskup würzburský (1755-1779) a bamberský (1757-1779)
- Eberhard ze Saunsheimu, německý mistr Řádu německých rytířů (1420-1443)
- Erkinger, zemský velitel Řádu německých rytířů (1362–1437)
- Jiří Ludvík ze Seinsheimu, okresní plukovník franského kruhu (1514-1591)
- Josef František Maria ze Seinsheimu, diplomat a politik Bavorského kurfiřtství (1707-1787)
- Karel ze Seinsheimu (1784–1864), předseda bavorského zemského sněmu
- Maxmilián František ze Seinsheimu, volební bavorský tajný rada a prezident Hofrat (1681-1739)
- Maxmilián ze Seinsheim-Grünbachu (1811-1885), německý politik, dědičný říšský rada